# Parc Kronoberg
La parc Kronoberg (en suédois : Kronobergsparken) anciennement Kronoberget est un parc de Kungsholmen à Stockholm en Suède.

## Description
Le parc est situé entre Polhemsgatan, Bergsgatan, Kronobergsgatan et Parkgatan.
Le parc est l'un des parcs des collines de Stockholm qui a été aménagé selon le plan directeur d'Albert Lindhagen de 1866. Il y avait deux alternatives pour la conception du parc, l'une avec une forme de base ronde et l'autre avec une forme de base ovale.
Le parc est en grande partie constitué d'une haute colline, à 40,3 m d'altitude, qui est le point le plus élevé de tout le quartier. Il y a une école maternelle (dans le coin nord-est), une aire de jeux (dans le coin sud-ouest) et le cimetière juif de Kronoberg (sv) (au milieu du côté ouest) qui a été créé dès 1787. Le dernier enterrement y a eu lieu en 1857 et c'est un lieu de repos pour 209 personnes.
En 1979, la sculpture Icare avec le dragon a été dévoilée par l'artiste Barbro Lindvall-Liljander.
Dans le bloc à l'est du parc, où se trouvait auparavant l'hôpital pour enfants de la princesse héritière Lovisa, se trouvent désormais le commissariat de police de Stockholm (sv) avec le direction de la police nationale suédoise (sv) et la prison de Kronoberg (sv).
Au sud du parc, sur Bergsgatan, se trouve depuis 1904 l'église baptiste de Kungsholm, dont le nom d'origine était l'église Betania. Juste à l'ouest de l'église Betania, il y avait la Missionshyddan à Kungsholmen dans les années 1920 lorsqu'elle a été déplacée et est devenue l'église d'Arholma.

## Histoire
L'endroit où se trouve le parc s'appelait à l'origine Kronoberget, et c'était également le nom du parc jusqu'en 1962. Les travaux d'organisation d'un parc ont commencé en 1883 avec l'ajout de terre végétale.
En 1891, les travaux commencèrent dans la partie sud-ouest et se poursuivirent jusqu'en 1912, enfin dans la zone de Polhemsgatan. Avant les années 1920, le sommet du Kronoberget lui-même offrait l'un des plus beaux points de vue de Stockholm sur Riddarfjärden. Entre 1933 et 1935, la zone la plus proche de la caserne des pompiers de Kungsholmen a été nettoyée. Le parc mesure environ 250×220 mètres, soit environ 5,5 hectares.
L'origine du nom Kronoberg vient de l'îlot Kronoberg sur la carte de Petrus Tillaeus de 1733) et le premier propriétaire du quartier, Johan Leijoncrona, a probablement donné son nom à la zone. Selon une autre théorie, c'est le moulin de Kronobergskvarnen, situé au sommet de la colline, qui aurait donné son nom. Le moulin moulait le grain pour les distilleries royales privilégiées de brandy. Cependant, le moulin n'a été construit qu'après 1793, alors que le quartier de Kroneberg figurait déjà sur la carte de Tillaeus en 1733. Le moulin a brûlé en 1835.

## Galerie

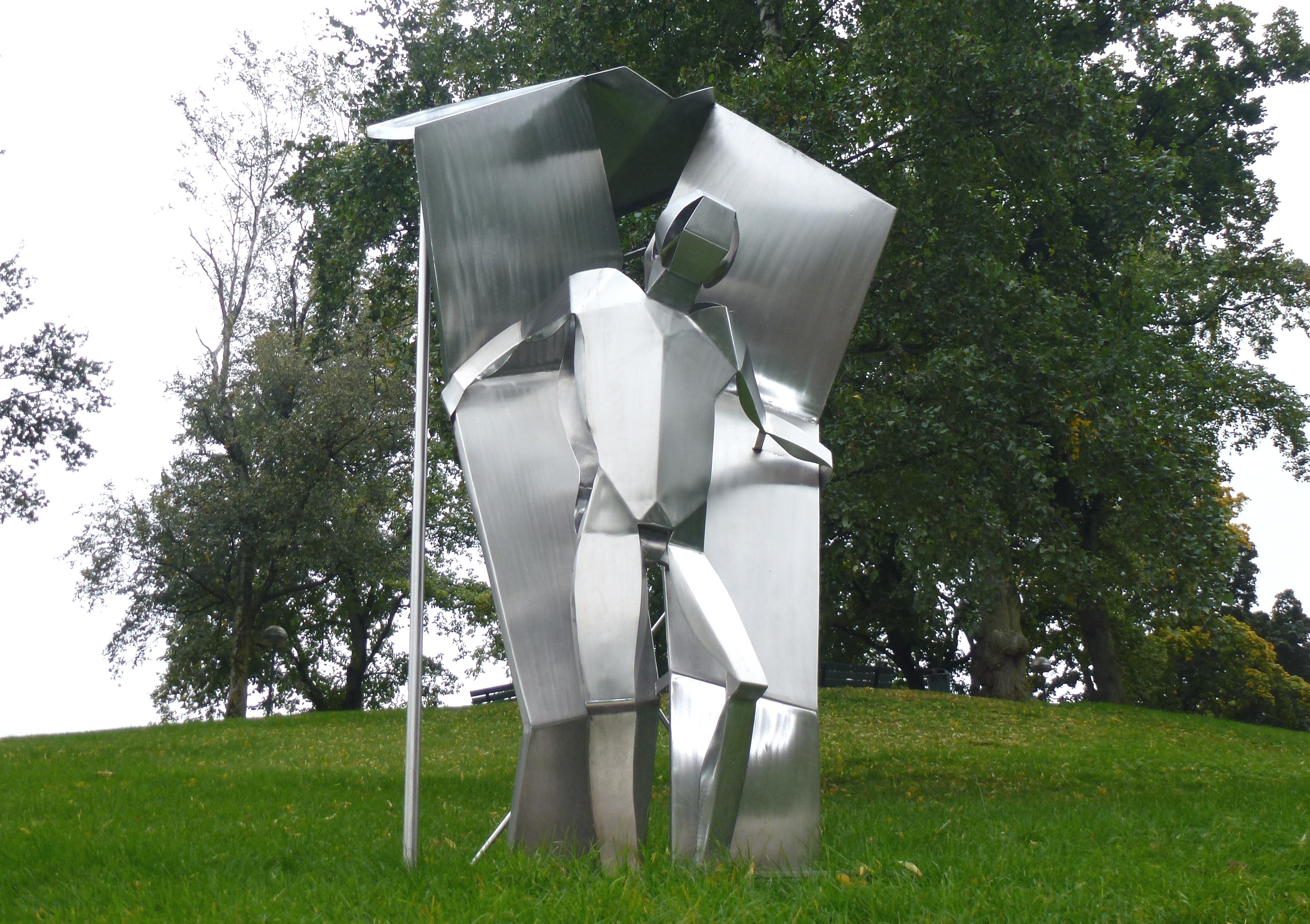
Icare et le Dragon.
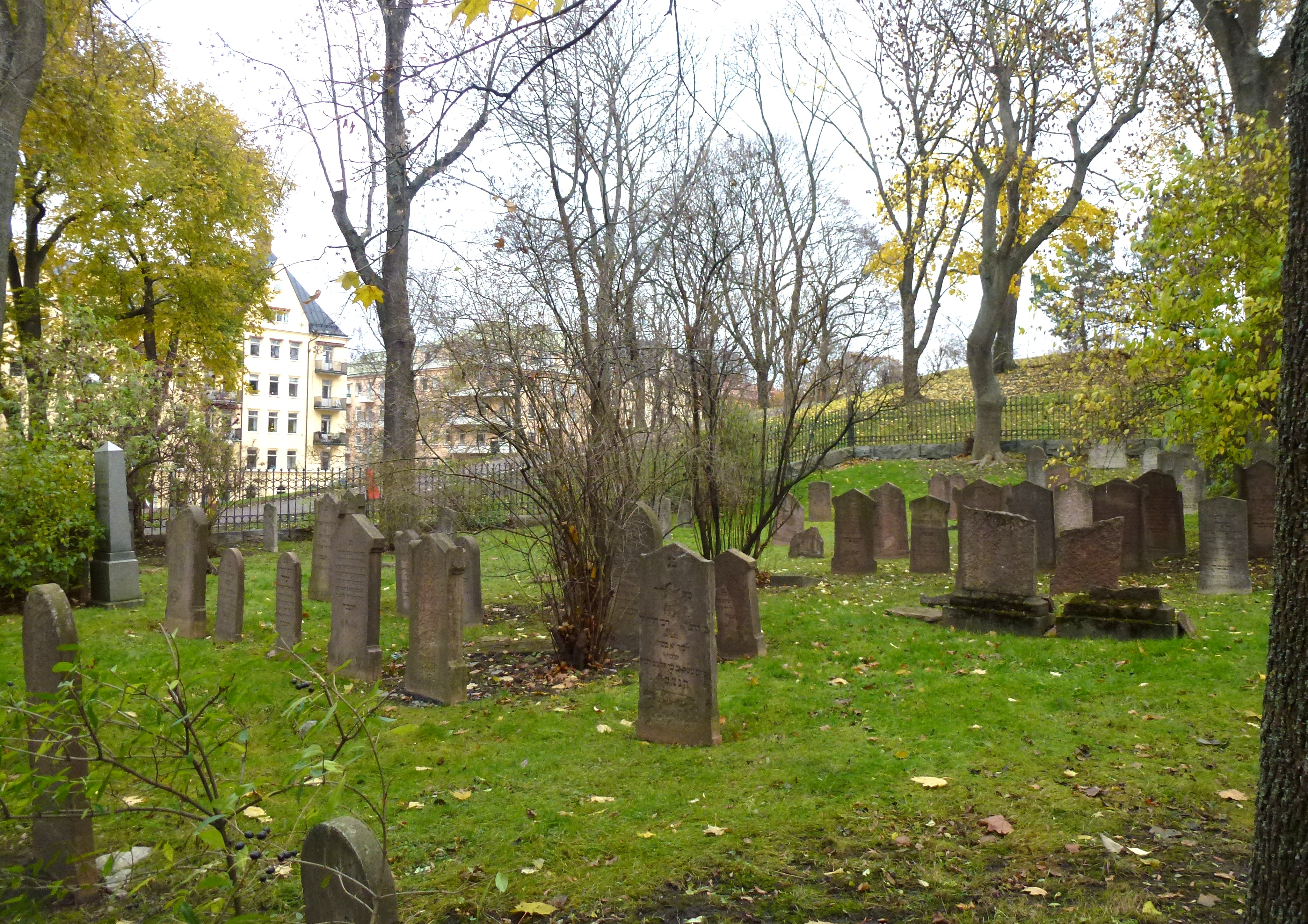
Le cimetière juif.
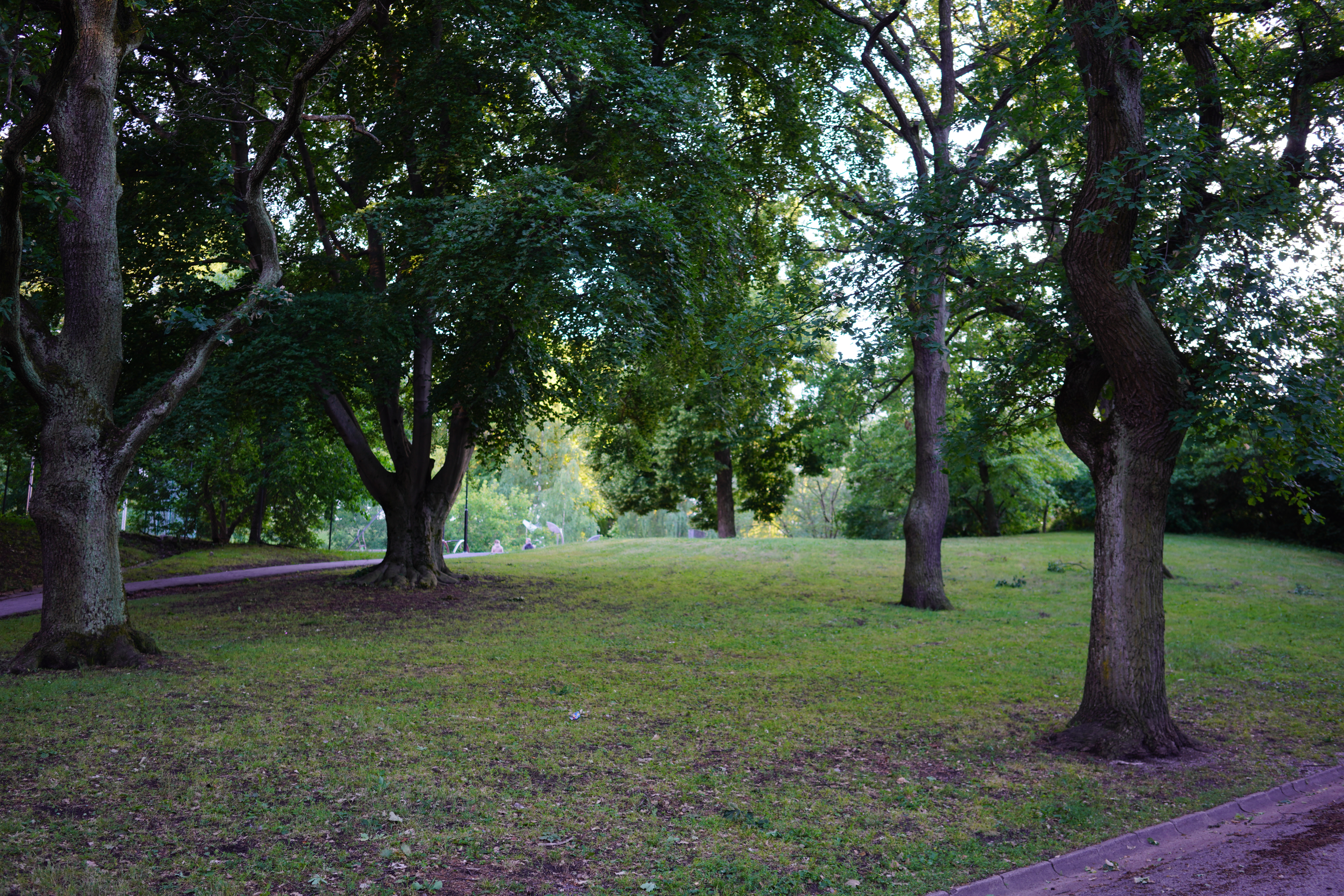

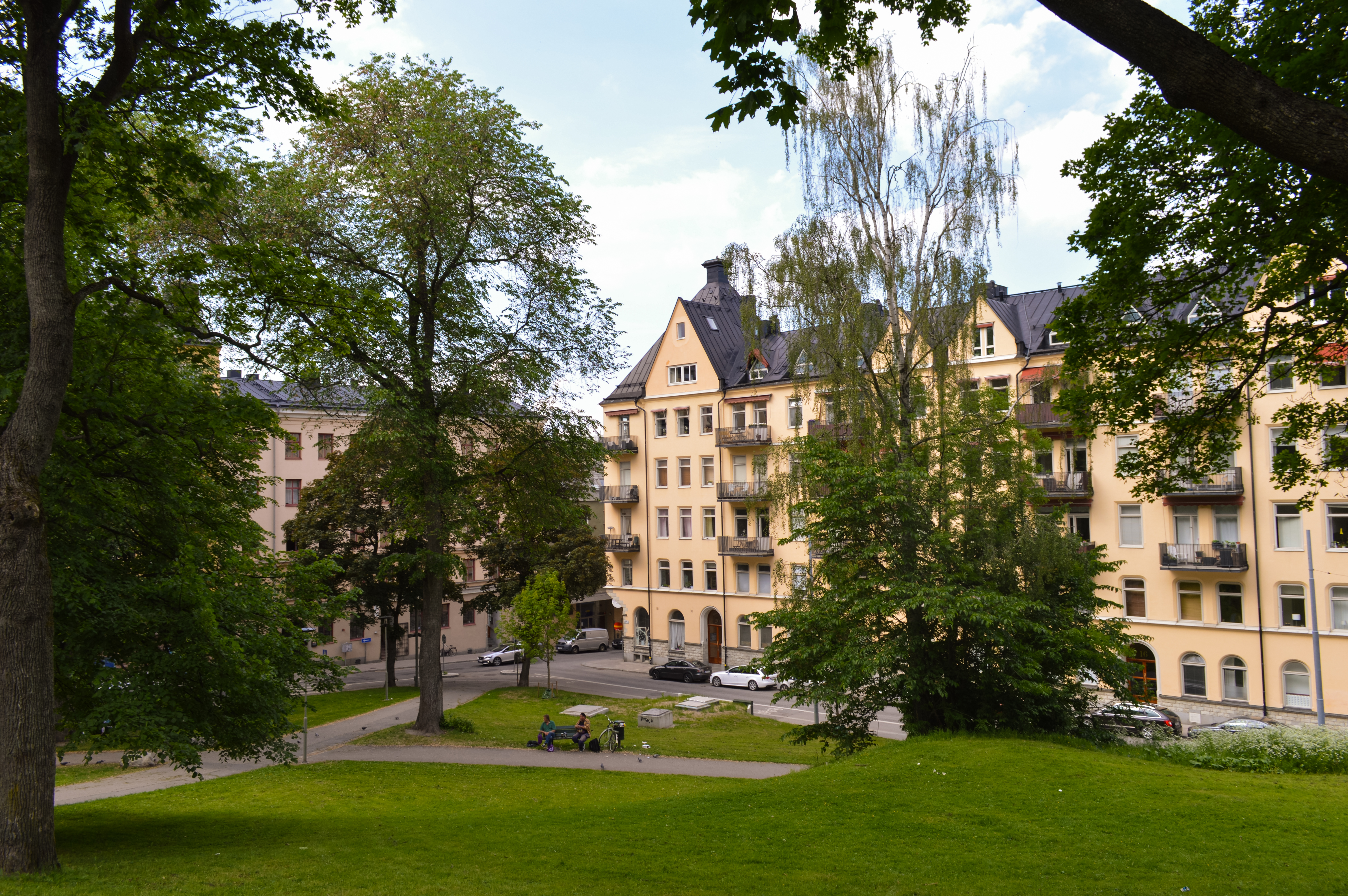
Kronobergsgatan.
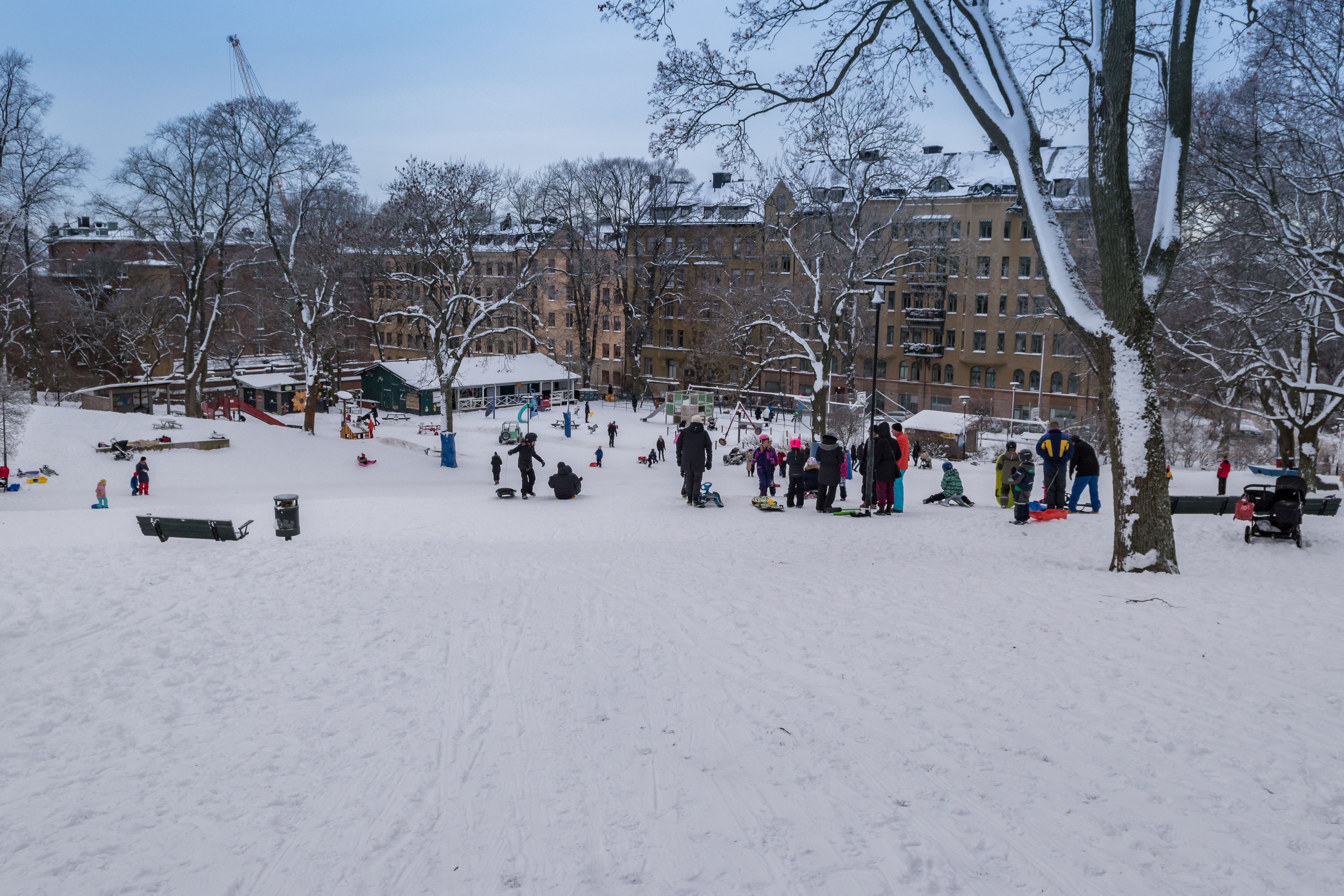
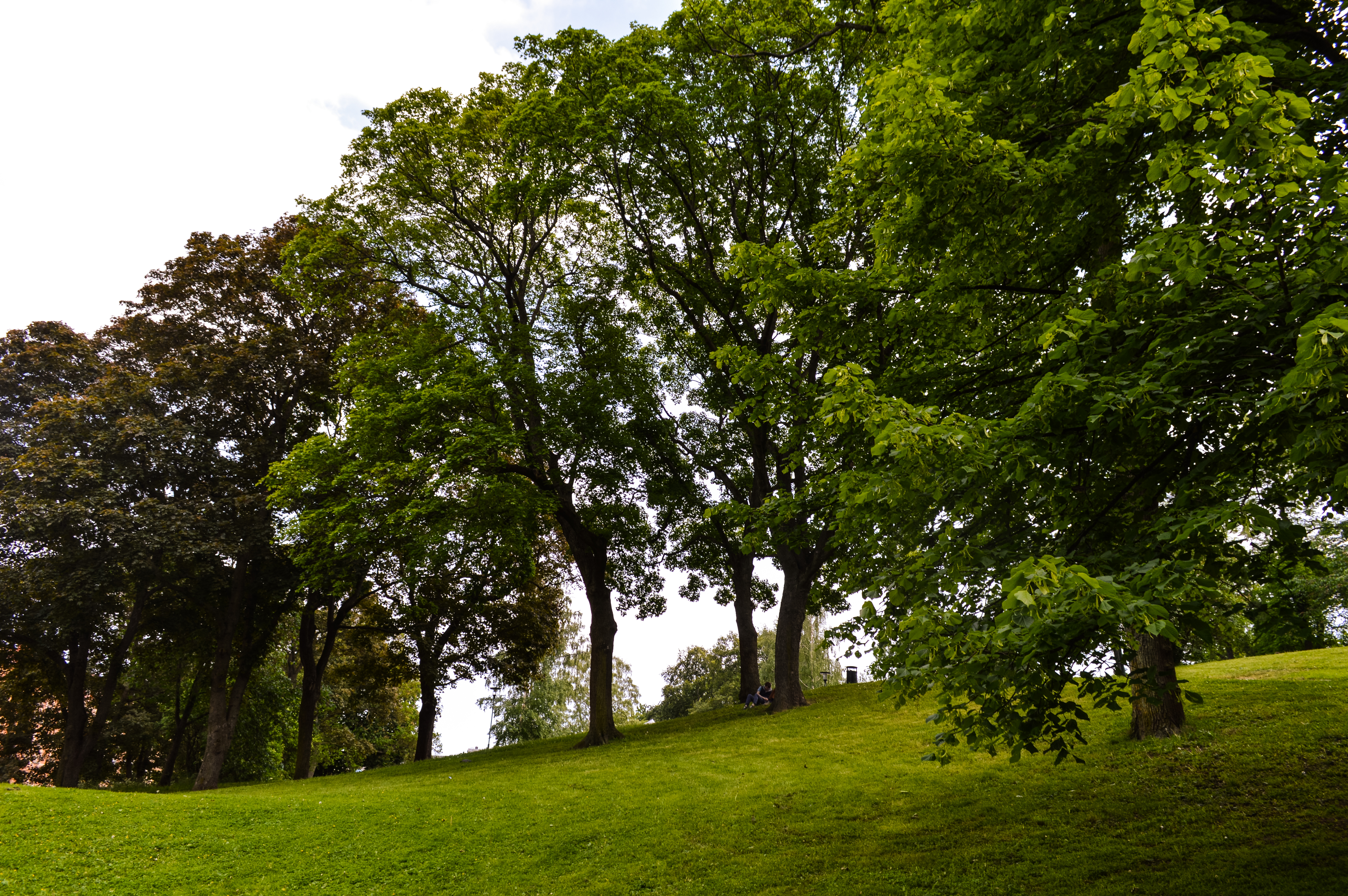